# Tracheloteina eccephala
Tracheloteina eccephala är en fjärilsart som beskrevs av Edward Meyrick 1914. Tracheloteina eccephala ingår i släktet Tracheloteina och familjen äkta malar. Inga underarter finns listade i Catalogue of Life.